# Старощетниково
Староще́тниково (рос. Старощетниково) — присілок у складі Леб'яжівського округу Курганської області, Росія.
Населення — 64 особи (2010, 82 у 2002).